# Tuy Phân Hà
Tuy Phân Hà (chữ Hán giản thể: 绥芬河市, âm Hán Việt: Tuy Phân Hà thị) là thành phố cấp phó địa thuộc địa cấp thị Mẫu Đơn Giang, tỉnh Hắc Long Giang, Cộng hòa Nhân dân Trung Hoa. Thành phố này nằm ở điểm cuối của tuyến đường sắt Tân Tuy, giáp với Nga, trong địa giới có sông Tiểu Tuy Phân. Thành phố Tuy Phân Hà có diện tích 427 km², dân số 60.000 người. Mã số bưu chính của Tuy Phân Hà là 157300, chính quyền nhân dân thành phố đóng tại trấn Tuy Phân Hà. Thành phố Tuy Phân Hà được chia thành 2 trấn Tuy Phân hà và Phụ Ninh.